# مزاعم استخدام إسرائيل للسحر والجن
مزاعم استخدام إسرائيل للسحر والجن تشير إلى الادعاءات العربية والفارسية بشأن استخدام إسرائيل للسحر والجن والقوى الخارقة في عملياتها الاستخباراتية والأمنية. يروّج لهذه الادعاءات شخصيات دينية وإعلامية موالية للنظام الإيراني، وكذلك بعض الكتّاب في العالم العربي، وغالبًا ما تُطرح هذه التفسيرات لتبرير أحداث أمنية استثنائية مثل الاغتيالات الدقيقة، وكشف شبكات التجسس، والعمليات السرية، بإرجاعها إلى قوى خارقة بدلاً من القدرات المخابراتية التقليدية.
تكشف هذه الظاهرة كيف يمكن للمعتقدات السحرية القديمة أن تُستحضر لتفسير أحداث جيوسياسية معاصرة، مضيفةً طبقة أسطورية إلى الصراع مع إسرائيل تُصوّر المعركة على أنها ليست مجرد صراع على الأرض والسلطة، بل أيضًا مواجهة بين قوى النور والظلام.

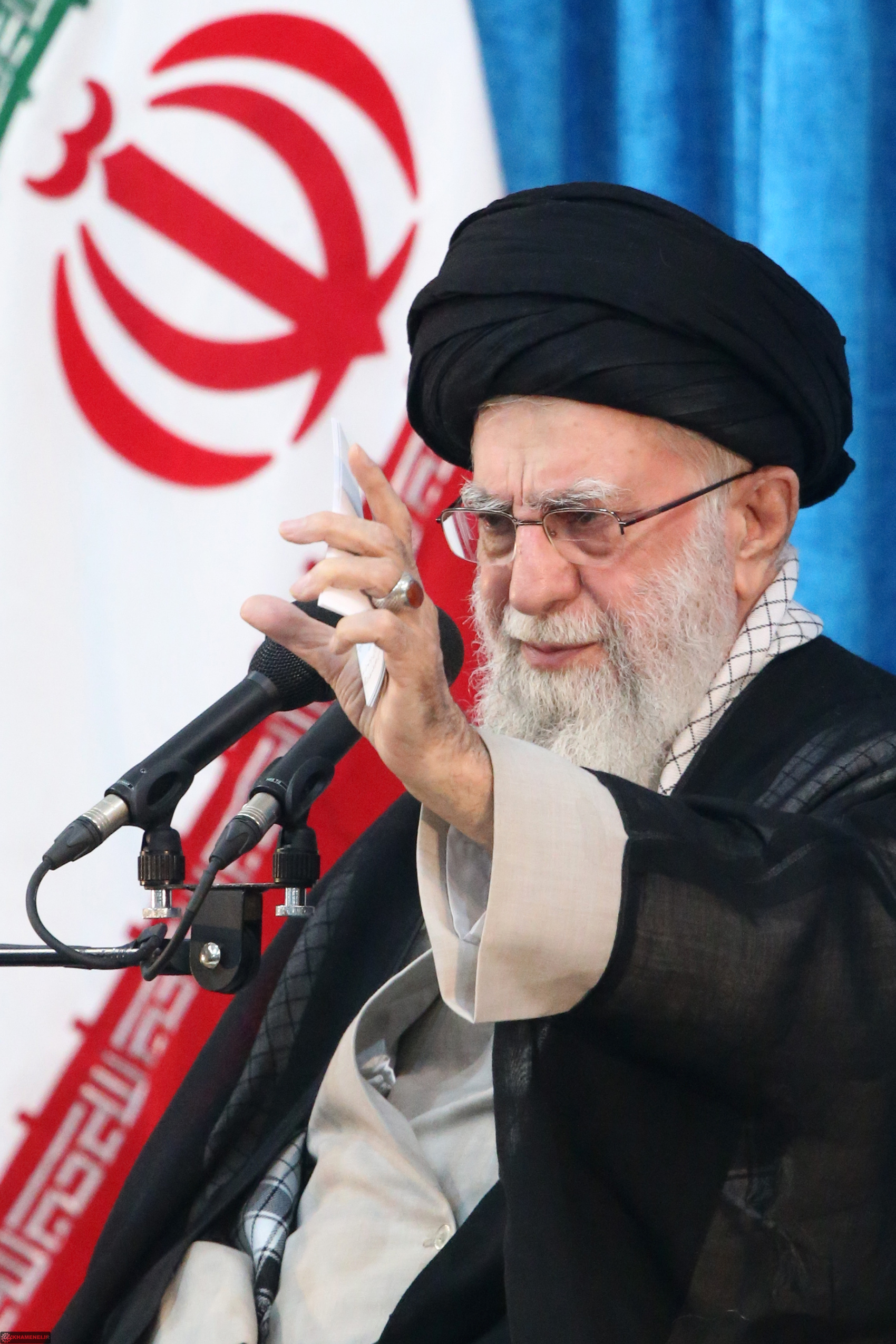

## في الخطاب الإيراني
- علي خامنئي، المرشد الأعلى الإيراني، في خطاب متلفز له بمناسبة النوروز (22 مارس/آذار 2020) تناول انتشار فيروس كورونا، قال خامنئي إن «الأعداء من الجن والإنس متحالفون ضد الجمهورية الإسلامية».[2] وقد استند في قوله إلى آية قرآنية (سورة الأنعام 112) ملمحًا إلى أن جهات غربية و«عبرية» وربما تستعين بقوى ما ورائية ضد إيران.[1] الجدير بالذكر أن وسائل الإعلام الإيرانية الرسمية حذفت في البداية إشارة خامنئي إلى "أعداء من الجن"، لكن إثر الانتقادات نُشر التسجيل الكامل عبر قناة تابعة للحرس الثوري، مع إبراز شرح خامنئي عن «استخدام الشياطين الكافرين من قِبل الأجهزة الجاسوسية الغربية-العبرية».
- عبدالله كنجي، وهو صحافي محافظ ومستشار لعمدة طهران، كتب على حسابه في منصة إكس (تويتر سابقًا) بتاريخ 9 يوليو/تموز 2025 منشورًا أحدث ضجة. جاء في نصّه: «ظاهرة غريبة! بعد الحرب الأخيرة عُثر في بعض شوارع طهران على أوراق تحوي طلاسم ذات رموز يهودية... قبل سنوات قال القائد الأعلى إن الدول المعادية وأجهزة المخابرات الغربية والعبرية تستخدم العلوم الخفية وكائنات الجن للتجسس».[3] هذا الادعاء قوبل بموجة سخرية واسعة، حتى إن حسابًا يُزعم أنه تابع لجهاز الموساد الإسرائيلي ردّ بالفارسية ساخرًا: «تعاطي المخدرات والتحدث مع الجن ليست صفات مناسبة لقائد دولة».[2][4][1]
- حجّة الإسلام مصطفى كرمي، وهو رجل دين وأستاذ في الحوزة العلمية، أدلى عام 2024 في برنامج ديني بتصريحات لافتة بأن «للصهاينة تاريخًا طويلًا في تسخير الجن، وكثير من مهامّهم ينفّذونها بهذه الطريقة... الشياطين هم جيشهم الخفي».[2] واستشهد كرمي بقصص من القرآن الكريم وتراث علماء الدين لتأكيد مزاعمه، وزعم أيضًا أن بعض الحاخامات الإسرائيليين المجرمين يمارسون السحر الشعوذي لتحقيق أهدافهم. وأشار إلى أن خامنئي نفسه «لمّح إلى أن الصهاينة يستخدمون شياطين من الإنس والجن» لتسهيل أعمالهم.[5]
- علي أكبر رائفي‌پور، وهو خطيب وناشط إعلامي مقرب من التيارات الأمنية الإيرانية، سخر في محاضرة جماهيرية عام 2024 ممن ينكرون هذه الأفكار. قال رائفي‌پور مستغربًا: «كيف يجزم البعض بهذه الثقة أنه لا توجد "وحدة للجن" في الموساد؟ لا تشكّوا أبدًا في أنهم يستخدمون الجن. لقد استخدموهم حتى في حرب الـ33 يومًا (عام 2006). وقد يكون اسم تلك الوحدة في الموساد هو "الإدارة العامة لشؤون الجن" أو أي اسم آخر».[5] تعكس تصريحات رائفي‌پور اعتقادًا شائعًا في الأوساط الإيرانية المحافظة بأن إسرائيل تشغّل قوى ماورائية ضمن أجهزتها الاستخباراتية.[1]
- حجّة الإسلام د. ولي الله نقي‌بورفر، خبير يُقدَّم في الإعلام الإيراني كمتخصص بشؤون الـ«جن»، ظهر عام 2014 في برنامج على القناة الثالثة للتلفزيون الإيراني حول القوى الشيطانية. زعم نقي‌بورفر أن إسرائيل حاولت تسخير الجنّ لاختراق الأجهزة الاستخباراتية لكل من إيران وحزب الله وحماس لكنها فشلت في ذلك. وأضاف أن «لليهود خبرة طويلة في الارتباط بالجن، وهذا الارتباط واسع جدًا، ولذلك حاولت إسرائيل تسخير الجنّ بغية اختراق الجهاز الاستخباراتي لإيران وحلفائها إلا أنها فشلت».[6] ثم أردف أن الإسرائيليين ما زالوا في حيرة من فشلهم رغم أنه معروف أن اليهود خبراء في السحر وعقد الصفقات مع الشياطين.

## في العالم العربي
- عمر بلقاضي، كاتب وإعلامي نشر في أكتوبر 2020 مقالًا على موقع رابطة أدباء الشام بعنوان «سلاح الشعوذة والسحر في الحرب الصهيونية على الإسلام». طرح بلقاضي فكرة أن حملة إسرائيل ضد العالم الإسلامي لها جانب خفي يعتمد على وسائل ماورائية.[7] وأكد أن أقوى أسلحة المخابرات اليوم هي السحر والشعوذة، مدعيًا أنها أساليب شائعة لدى الروس والأمريكان «واليهود خاصة».[8] واستشهد بالتاريخ لتأكيد طرحه، إذ قال إن «اليهود حتى سحروا الرسول» وإن اليهود والنصارى استخدموا السحر ضد المسلمين عبر العصور. على هذا الأساس حذّر من الاستهانة باحتمال استعانة إسرائيل بالسحر في صراعها الحالي.

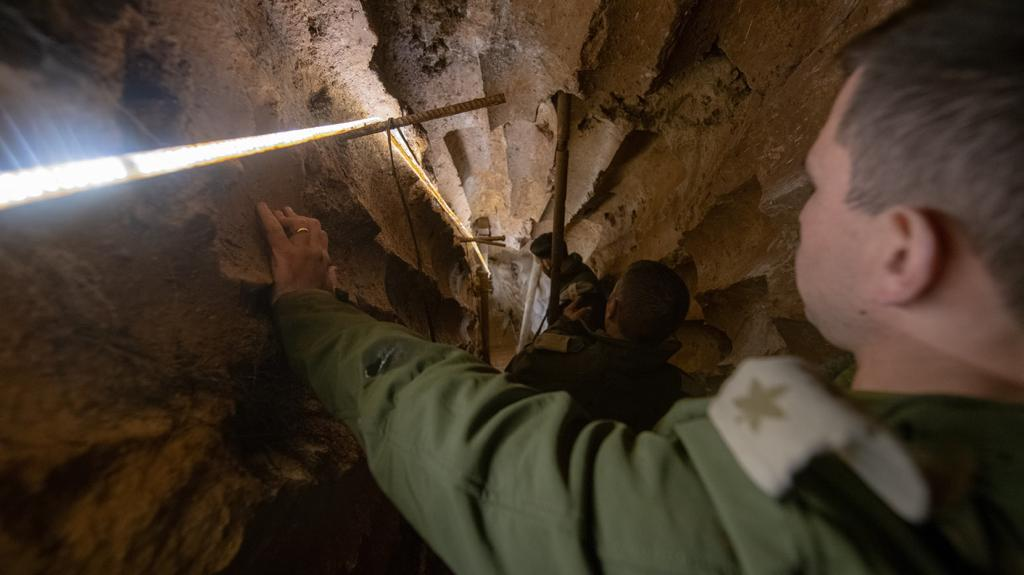
عملية درع الشمال

- عملية درع الشمالوسائل إعلام وتصريحات أخرى: تكررت تلميحات إلى القوى الخارقة عقب عمليات أو مواجهات إسرائيلية. خلال عملية «درع الشمال» عام 2018 لكشف أنفاق حزب الله في جنوب لبنان، تناقلت منصات إعلامية ادعاءات بأن "الجيش الصهيوني يستخدم قوى سحرية خفية مثل الجن لاكتشاف أنفاق حزب الله والمقاومة الفلسطينية واغتيال قادتهم".[9] وفي تقرير إخباري عام 2024، استشهدت وكالة إيرانية بمصادر عبرية زعمت أن الجيش الإسرائيلي استعان بحاخام قبالة لاكتشاف تلك الأنفاق، حيث أفادت ديلي تلغراف أن الحاخام جُنّد للمهمة، فيما كتبت تايمز أوف إسرائيل أن ضباط الجيش «فوجئوا بقدرة هذا الحاخام الذي اكتشف الأنفاق دون أي معدات أو معلومات استخباراتية».[9] كذلك برزت أصداء لموتيف «فولسا دنورا» وهي لعنة سحرية من الممارسات القبالائية اليهودية، إذ يدور الحديث أحيانًا عن استخدام إسرائيل لـ«اللعنة» ضد أعدائها. على سبيل المثال، زُعم أن حاخامات متطرفين أقاموا طقوس «بولسا دنورا» لاستهداف شخصيات كـياسر عرفات وحسن نصرالله وحتى بعض الزعماء العرب بهدف التسبب بهلاكهم. ورغم انعدام الأدلة على ذلك، تجد مثل هذه الروايات طريقها إلى وسائل الإعلام العربية في أوقات الأزمات وتصيب مخيلة الجمهور.[10]

## الجذور الدينية والتاريخية
تستند هذه المزاعم إلى تصورات راسخة في الثقافة الدينية حول قوى خفية تؤثر في العالم. ففي العقيدة الإسلامية يُعتبر الجنّ مخلوقات غير مرئية ذات إرادة حرة، ذُكرت في القرآن الكريم إلى جانب الشياطين والسحر (مثل الآية 112 من سورة الأنعام). وتُنسب إلى النبي سليمان قدرة التحكم بالجن والشياطين، وفق ما ورد في القرآن والتفاسير، بينما لدى اليهودية تراث عن كائنات شبيهة بالجن تُسمى «شيديم» في الأدبيات التلمودية. على مر التاريخ، شاعت في المجتمعات الإسلامية روايات تربط إنجازات اليهود بقوى مظلمة. إذ تُظهر المصادر الفلكلورية العربية قصصًا مخيفة عن «سحرة يهود» قادرين على إماتة الأشخاص بالسحر ثم إعادتهم إلى الحياة، أو تحويل إنسان إلى حيوان ثم إعادته إلى هيئته الأصلية، وذلك لإخافة الحكّام وإجبارهم على الانصياع. وكان يُعتقد أن لليهود علاقات خاصة مع الجنّ وأن الساحر المتمرّس منهم يمكنه استعباد الجن وتسخيرهم لخدمته. ولا غرو أن يظهر تصوّر «جيش من الجن» يخدم اليهود في كل من الحكايات الشعبية والخطاب السياسي الحديث على نحو ما قاله مصطفى كرمي بأن «الشياطين هم جيشهم السري».
ولدى بعض الدوائر الدينية في إيران، تشكّل مزاعم استعانة إسرائيل بالسحر تتويجًا لصورة شيطانية عنها؛ فقد صرّح أحد رجال الدين هناك بوضوح: «لا شك أن لليهود وخاصة الصهاينة، باعًا طويلًا في الأمور الماورائية وعلاقاتهم بالشيطان والجن وأن أجهزة التجسس الإسرائيلية بلا شك تستفيد أيضًا من هذه الأمور». مثل هذه النظرة تقدم إسرائيل ككيان "ديموني" يستعين بقوى الشر، في مقابل إيران وحلفائها الذين يصطفون في تصورهم، مع قوى الخير الإلهية.

## التفسيرات النفسية والسياسية
يرى محللون أكثر اعتدالًا أن رواج فرضيات السحر والجن يعكس آلية نفسية وسياسية للتعامل مع الإخفاقات ولموازنة اختلال توازن القوى. فعندما تتعرض أجهزة الأمن لهزّة نتيجة اختراق إسرائيلي ناجح، قد يكون من الأسهل على القيادة تبرير ذلك بـ«سحر يهودي» بدل الإقرار بالقصور الاستخباراتي. وقد انتقد المتحدث باسم حكومة إيران الأسبق الإصلاحي عبدالله رمضان‌زاده هذه التبريرات صراحةً، قائلًا إن «الحديث عن تعاويذ يهودية ودور الجن في العدوان الإسرائيلي هو محاولة لتغطية فشل الأجهزة الأمنية وتجاهل تكتيكات العدو».
إضافةً إلى ذلك، يخدم تبنّي سردية ماورائية بعض الأنظمة الدينية في تأطير صراعها مع إسرائيل كحرب ميتافيزيقية بين الخير والشر، حيث لا يقتصر الأمر على الدبابات والمسيرات بل يمتد إلى ملائكة وشياطين. بيد أن كثيرًا من المثقفين في إيران والعالم العربي يحذرون من أن إقحام الخرافة في الخطاب الرسمي يضرّ بالمصداقية ويفتح بابًا للسخرية. وقد اعترفت حتى وسائل إعلام مقربة من النظام الإيراني بأن مزج الماورائيات مع استراتيجيات الأمن القومي يعود بنتائج عكسية. بالفعل، قوبلت هذه المزاعم بتهكّم داخلي وخارجي؛ فإلى جانب انتقادات الإصلاحيين في إيران، رَدّ الإسرائيليون عليها علنًا بأسلوب هزلي، كما في تعليق حساب الموساد المذكور أعلاه عن «تعاطي المخدرات والحديث مع الجن».